# Ökenkardinal
Ökenkardinal (Cardinalis sinuatus) är en tätting i familjen kardinaler inom ordningen tättingar. Den är en nära släkting till röd kardinal och förekommer i sydvästra USA och nordvästra Mexiko.

## Kännetecken

### Utseende
Ökenkardinalen är med en kroppslängd på 19-21,5 cm jämnstor med sin nära släkting röd kardinal (C. cardinalis) och har likt denna kraftig näbb och tofs på huvudet. Näbben är dock ett avvikande utseende: kort, nedåtböjd och gulaktig istället för röd. Även huvudtofsen skiljer sig, genom att vara längre och spetsigare. Fjäderdräkten är gråare med röda inslag på tofsen, i ansiktet, i vingarna, på stjärten och centralt från näbben ner till buken. Den saknar även den röda kardinalens svarta ansiktsmask.

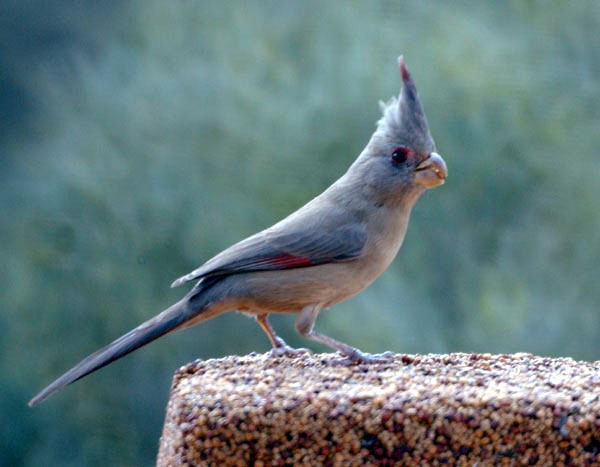
Ungfågel.

### Läten
Både sång och läten liknar röd kardinal, men sången är vassare och ljusare, medan lätena är längre och gnissligare.

## Utbredning och systematik
Ökenkardinal delas in i tre underarter med följande utbredning:
- Cardinalis sinuatus fulvescens – förekommer i ökenområden i södra Arizona och nordvästra Mexiko (Sonora till norra Nayarit)
- Cardinalis sinuatus sinuatus – förekommer i torra områden från södra New Mexico till sydöstra Texas och nordöstra Mexiko
- Cardinalis sinuatus peninsulae – förekommer i Baja California (söder om latitud 27 ° N)

## Levnadssätt
Ökenkardinalen påträffas som namnet avslöjar i ökenartade, torra områden, men även i flodnära skogslandskap, jordbruksbygd och bostadsområden med kringliggande buskområden. Utanför häckningstid vandrar vissa ökenkardinaler in i mer urbana miljöer. Födan består av både frön, frukt och större insekter som den plockar på marken och i snåren. Boet placeras 1,5–5 meter ovan mark i ett buskage, i öppnare miljöer än röd kardinal. Däri lägger honan en till två kullar med två till fyra ägg som ruvas i 14 dagar. Ungarna är flygga tio till 13 dagar efter kläckning. Vintertid kan den ses i flockar om tusen fåglar.

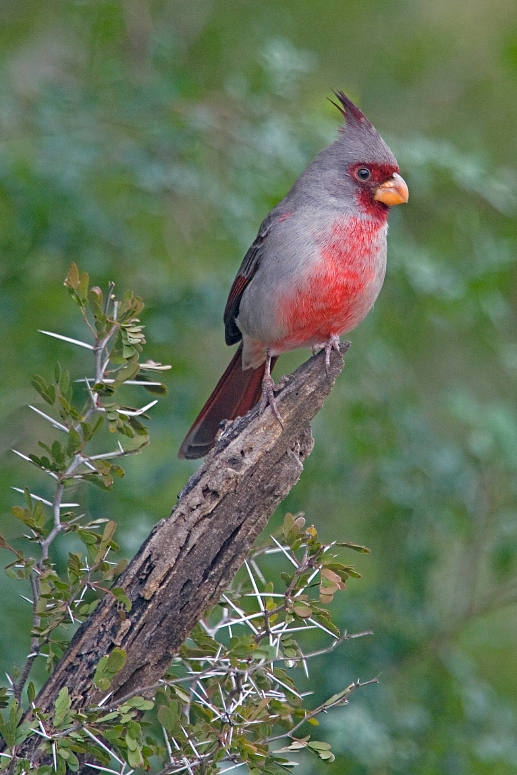

## Status och hot
Arten har ett stort utbredningsområde och en stor population, men tros minska i antal, dock inte tillräckligt kraftigt för att den ska betraktas som hotad. Internationella naturvårdsunionen IUCN kategoriserar därför arten som livskraftig (LC). Världspopulationen uppskattas till tre miljoner häckande individer. Mellan 1966 och 2014 tros populationen i USA ha minskat med 53%.